# Saccodomus formivorus
Genre
Espèce
Saccodomus formivorus, unique représentant du genre Saccodomus, est une espèce d'araignées aranéomorphes de la famille des Thomisidae.

## Distribution
Cette espèce est endémique de Nouvelle-Galles du Sud en Australie.

## Description
La carapace de la femelle holotype mesure 2,7 mm de long sur 2,2 mm et l'abdomen 4 mm de long sur 3,7 mm.

## Publication originale
- Rainbow, 1900 : Two new thomisids. Records of the Australian Museum, vol. 3, p. 169-175 (texte intégral).